# Довженко Анатолій Іванович
Анато́лій Іва́нович Довже́нко (1 жовтня 1932, Дніпропетровськ — 7 січня 1991, Вінниця) — український радянський живописець; член Спілки радянських художників України від 1961 року. Чоловік скульптора Ірини Довженко, батько художниці Ольги Довженко.

## Біографія
Народився 1 жовтня 1932 року в місті Дніпропетровську (нині Дніпро, Україна). Протягом 1948—1953 років навчався у Дніпропетровському художньому училищі; у 1953—1959 роках — на живописному відділенні Київського художнього інституту, був учнем Карпа Трохименка, Михайла Іванова. Дипломна робота — картина «Осіння путина» або «Путина на Азовському морі» (керівник Георгій Меліхов).
У 1959—1960 роках викладав у Рівненській дитячій художній школі. Член КПРС 1964 року. З 1969 року працював головним художником Вінницького художньо-виробничого комбінату. Мешкав у Вінниці в будинку на проспекті Космонавтів, № 3, квартира № 31. Помер у Вінниці 7 січня 1991 року.

## Творчість
Працював в галузі станкового живопису. У реалістичному стилі створював портрети, натюрморти, пейзажі, тематичні картини. Серед робіт:
- «Мати» (1960);
- «Герой Радянського Союзу Микола Кузнецов у Рівному» (1960);
- «У день нагороди» (1960);
- «Земляки. Тарас Шевченко на засланні» (1961; Вінницький краєзнавчий музей);
- «Мрії про Україну» (1961; Національний музей Тараса Шевченка);
- «Володимир Ленін і Герберт Веллс»/«Приїжджайте ще, побачите», (1963);
- «Вітер з України (Тарас Шевченко)» (1964);
- «Гомоніла Україна» (1964);
- «Молодята» (1964);
- «Герой Радянського Союзу Микола Кузнецов» (1965; Івано-Франківський краєзнавчий музей);
- «Олеко Дундич» (1968);
- «Доярка Катерина Леус» (1969);
- «Іван Довженко» (1972);
- «Портрет дружини Ірини» (1972);
- «Скульпторка Ірина Довженко» (1972);
- «Портрет доньки» (1973);
- «Річка Рів» (1974);
- «Побратими» (1975);
- «Козак і стрілець. Воз'єднана січ» (1975);
- «На полі» (1975);
- «Лани» (1977);
- «Портрет сина» (1977);
- «Дочка» (1978);
- «Обідня перерва» (1978);
- «Бригадир Дмитро Васильківський» (1979);
- «Алея» (1979);
- «Біля лампи» (1981);
- «Будуємо хату» (1981);
- «Думи» (1980-ті);
- «Механізатор» (1980-ті);
- «Жіночий портрет» (1980);
- «Капітан міліції З. Македонська» (1982);
- «Портрет письменника Миколи Гоголя» (1982);
- «Заслужений артист України М. Ф. Грищенко» (1984).

Учасник республіканських та всесоюзних виставок з 1960 року.
Крім згаданих музеїв, роботи художника зберігаються у Музейному комплексі Вінницького національного технічного університету, де створена «Меморіальна зала родини Довженків».